# Idolerna (musikalbum)
Idolerna är den svenska popgruppen Idolernas självbetitlade debutalbum, utgivet 2000 på Annie Records (ARCD 9912).
Albumet spelades in i Roam Studios och Belse Studios och producerades av Hasse Olsson), Håkan Almqvist och Micke Littwold. Låten "Här kommer kärleken" blev mycket framgångsrik och låg 29 veckor på Svensktoppen 2000–2001, varav 14 veckor på första plats. Även "Nu leker livet" tog sig in på samma lista 2001. Albumet nådde som bäst 31:a plats på Svenska albumlistan.

## Låtlista
1. "Nu leker livet" – 3:31
2. "Flicka utan namn" – 3:35
3. "Här kommer kärleken" – 4:01
4. "Jag vill veta var kärleken bor" – 2:57
5. "Din senaste lakej" – 3:19
6. "Det är inte regnet" – 3:15
7. "För hennes skull" – 3:02
8. "Kärleken talar tyst" – 3:39
9. "Jag ska alltid vara nära" 3:53
10. "Samma gamla längtan" – 3:24
11. "Längre fram" – 2:57
12. "Om du vill" – 3:39
13. "Ljus i natten" – 3:23
14. "När cirklarna är slutna" – 4:53

## Medverkande

### Musiker
- Ove Andersson – bas
- Staffan Astner – gitarr
- Håkan Almqvist – bas
- Magnus Bengtsson – gitarr
- Christian Bergqvist – stråkar
- Tomas Bergqvist – trummor
- Pelle Claesson – trummor
- Backa-Hans Eriksson – bas
- Lalla Hansson – gitarr, sång
- Peter Lindroth – keyboards
- Jerker Lindström – saxofon
- Micke Littwold – gitarr, keyboards
- Peter Ljung – keyboards
- Hasse Olsson) – keyboards
- Bosse Persson – bas
- Lasse Persson – trummor
- Anna Rodell – stråkar
- Åsa Stove-Paulsson – stråkar
- Christina Wirdengren-Alin – stråkar

### Övriga
- Håkan Almqvist – producent, ljudtekniker
- Micke Littwold – producent
- Hasse Olsson) – producent
- Claes Persson – mastering

## Listplaceringar
| Lista (2000) | Position |
| ------------ | -------- |
| Sverige      | 31       |